# Manchester (Dakota du Sud)
Pour les articles homonymes, voir Manchester (homonymie).
Manchester était une petite communauté non incorporée du comté de Kingsbury, dans le Dakota du Sud, aux États-Unis, qui a été détruite en 2003 lors du passage d'une tornade. C'est aujourd'hui une ville-fantôme.

## Histoire
La localité doit son nom à Elverton et C. H. Manchester, deux des premiers habitants du lieu.
Le 24 juin 2003, depuis surnommé le Tornado Tuesday, 67 tornades sont recensées dans le Dakota du Sud. Une tornade de catégorie F4 sur l'échelle de Fujita touche Manchester, détruisant le village. La chute de pression, de l'ordre de 100 millibars en douze secondes, est considérée comme un record par Livre Guinness des records. La moitié des habitants de Manchester, qui n'en comptait que six, sont blessés. Aujourd’hui, un monument et plaques commémoratives se trouvent sur les lieux de l'ancienne communauté,.

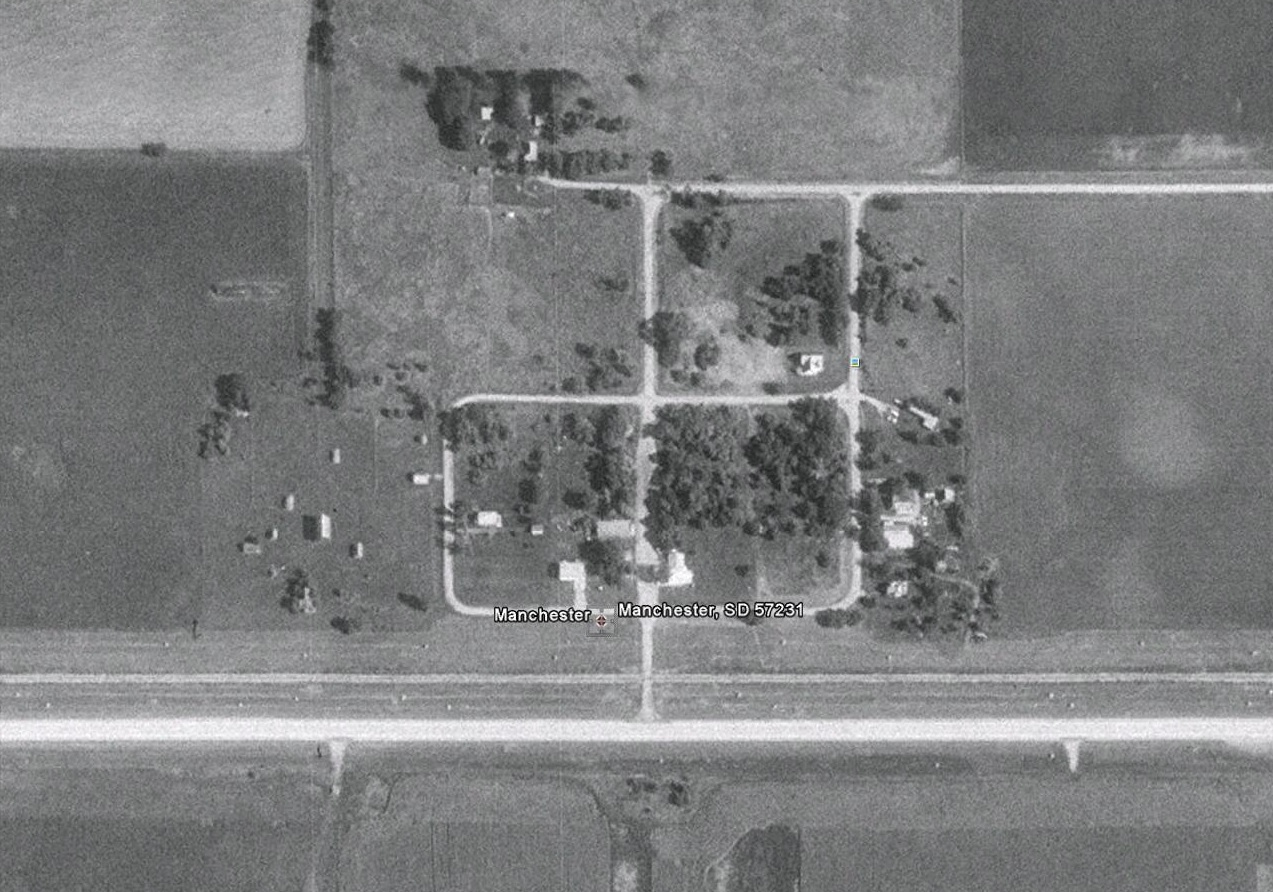
Manchester avant la tornade, en 1991.
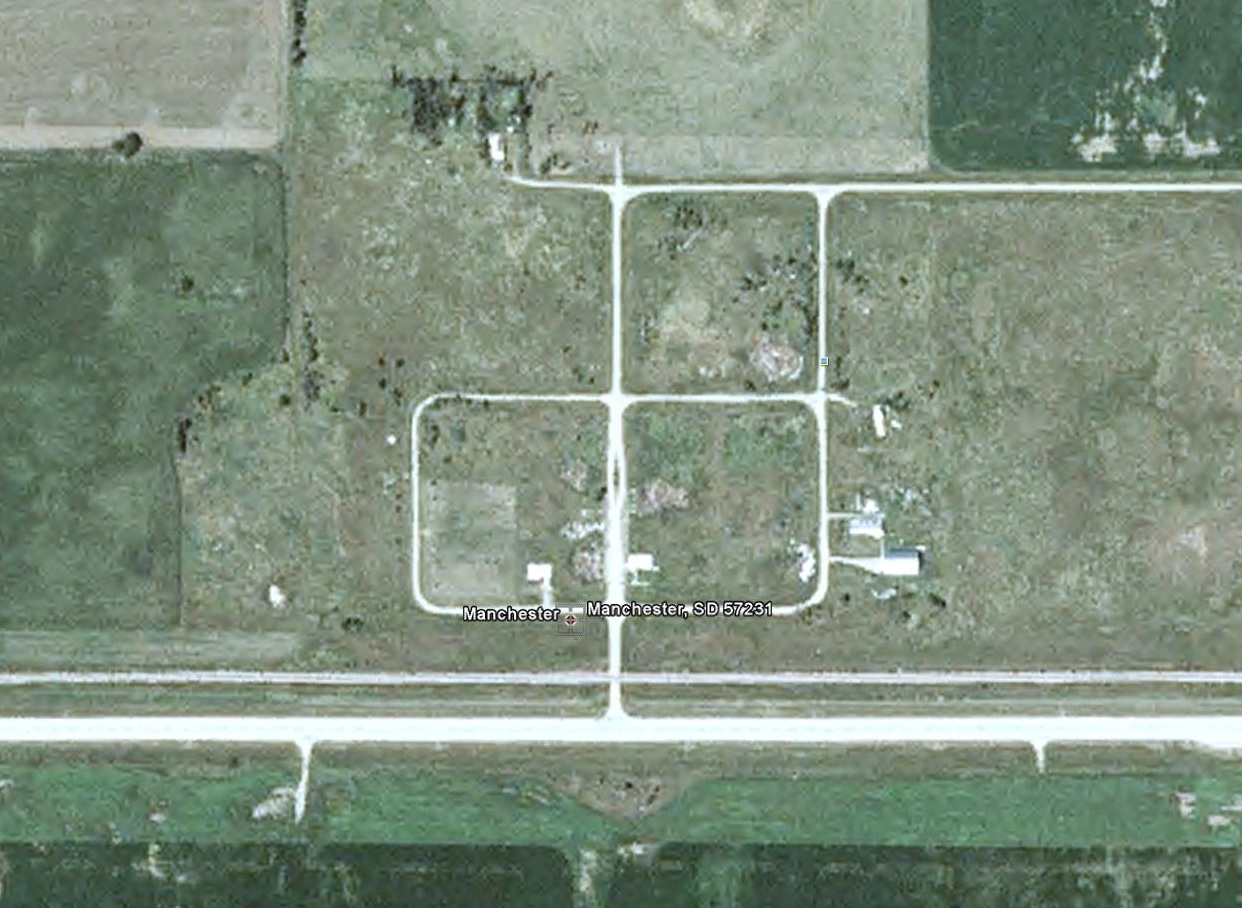
Manchester après la tornade, en 2004.